# Lachnospiraceae
Lachnospiraceae är en bakteriefamilj som tillhör klassen Clostridia.